# Hecalapona helata
Hecalapona helata är en insektsart som beskrevs av Delong och Freytag 1975. Hecalapona helata ingår i släktet Hecalapona och familjen dvärgstritar. Inga underarter finns listade i Catalogue of Life.